# Mantou
Le mantou (chinois simplifié : 馒头 ; chinois traditionnel : 饅頭 ; pinyin : mántou) est un petit pain rond, parfaitement blanc car sans croûte, très moelleux, fait de farine de blé levée et cuite à la vapeur. Un mets absolument identique est appelé mantuu (ᠮᠠᠨᠲᠠᠤ / мантуу) en Mongolie.
C'est un aliment simple et nourrissant entrant dans le système culinaire chinois, mais le pain tient toutefois une place moins grande qu'en Occident.

## Consommation

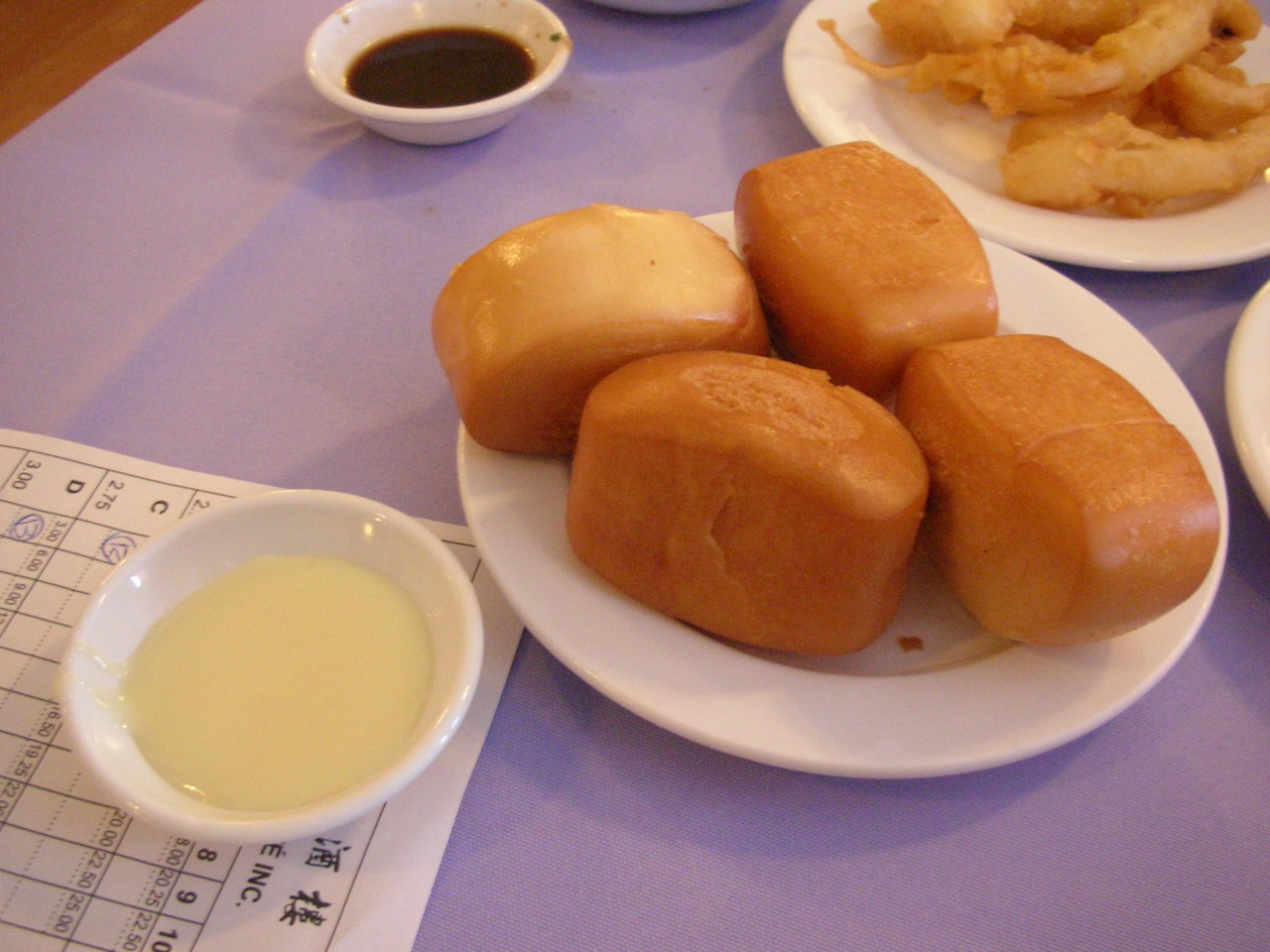
Mantou frit.

Les mantou sont, comme le riz et les nouilles, une base céréalière de sucres lents qu'on accompagne de viande et de légumes (菜, cài). Il en existe de nombreuses variantes, de grand format ronds et compacts pour la consommation courante, de petit format diversement façonnés, lorsqu'ils sont fourrés de farce, salés, ou bien de pâte de haricots rouges ou de fruits secs, sucrés, on parle plutôt de baozi (包子, bāozi). Contrairement à la baguette ou à la boule de pain, un mantou n'est pas tranché ni partagé entre plusieurs personnes.
En Chine du Nord, les mantou sont souvent préparés à la maison et mangés pendant les repas. En Chine du Sud, ils sont consommés au petit déjeuner ou en en-cas. On les achète frais, dans la rue, chez des artisans souvent ambulants comparables aux boulangers, ou dans les hypermarchés qui les préparent sur place. On les trouve aujourd'hui surgelés, prêts à être consommés après passage à la vapeur ou au four à micro-ondes. Ils sont également servis au petit déjeuner dans la majorité des hôtels, généralement accompagnés de lait de soja, d'œufs durs et de quelques légumes saumurés.

## Préparation
La préparation de la pâte du mantou est semblable à celle du pain. La farine de blé est pétrie avec de l'eau, du sel et de la levure de boulanger. La pâte repose quelques heures. La pâte levée et souple est divisée en pâtons qui sont façonnés et reposent de nouveau avant d'être rangés sur une toile dans des tamis qu'on empile au-dessus d'un cuiseur vapeur.
Les recettes publiées en Occident comportent habituellement du sucre et de l'huile. En Chine, les recettes de mantou sont aussi nombreuses que les recettes de pain en Europe. Le mantou blanc traditionnel est fait uniquement de farine de blé tendre et d'eau, avec très peu de sel.

## Histoire
Ce plat était très populaire sous la dynastie Han (-202 — 220), sous le nom de 饼 / 餅. Sous les Jin occidentaux (265-316), Shuxi (zh) (束皙) parle de gâteaux à la vapeur 蒸饼 / 蒸餅 dans son « Ode aux gâteaux bouillis » (汤饼赋 / 湯餅賦, tāngbǐngfù) écrit vers 300, il les appelle également pour la première fois mantou (chinois simplifié : 曼头 ; chinois traditionnel : 曼頭 ; pinyin : màntóu. Il est recommandé à l'approche du printemps, d'inviter ses amis à banqueter avec des mantou,.
Les textes médiévaux quant à eux indiquent tous que ces pains étaient fourrés à la viande et devaient ressembler à quelque chose comme de gros baozi, au sens actuel du terme. De manière surprenante, la première description de mantou non fourré date du XIXe siècle (dans le Tiaodingji 调鼎集, tiáodǐngjí).[pas clair]

## En dehors de Chine
Le Japon connaît aussi le mantou, appelé manjū. Les mantou « feuille d'automne » (紅葉饅頭, kōyō manjū), (en chinois (红叶馒头, hóngyè mántou), sont moulés en forme de feuille et parfumés. 
En Mongolie, le mantuu (мантуу) est consommé de façon absolument identique.